# Automotore
Automotore è un termine ferroviario di uso corrente derivato dalla sostantivazione di "carrello automotore", denominazione con cui le Ferrovie dello Stato (FS) definirono le locomotive da manovra di potenza inferiore a 200 CV (147 kW).

## Storia
La grande diffusione conseguente al successo dei mezzi da manovra costruiti dalla Antonio Badoni di Lecco costrinse le FS ad adeguare la propria terminologia tecnica per porre fine alle differenze lessicali che si erano venute a creare, stabilendo formalmente con la circolare 37 del 7 settembre 1933 che tali mezzi assumessero il nome di "carrelli automotori".
Dalla suddetta circolare derivò l'attuale definizione di "automotore", termine corrente ottenuto dalla sostantivazione di "carrello automotore" e destinato a identificare tutte le locomotive da manovra di potenza inferiore a 147 kW, corrispondenti a 200 CV con le unità di misura precedenti all'introduzione del Sistema Internazionale (SI).
La definizione di automotore fu inclusa nell'articolo 112 della Prefazione Generale all'Orario di Servizio (PGOS) delle Ferrovie dello Stato:
(Ferrovie dello Stato, PGOS 1963, Art. 112 Automotori, locomotive Diesel ed elettriche di manovra, p. 185)

## Caratteristiche
Come per le locomotive da manovra, gli automotori devono rispondere a esigenze di:
- semplicità di guida, perché possono essere condotti dal personale di stazione abilitato con un apposito corso d'istruzione;
- robustezza e affidabilità, perché potendo essere impegnati lontano da depositi locomotive e officine devono richiedere una manutenzione ridotta al minimo indispensabile.